# 戈羅多克高地
戈羅多克高地是白俄羅斯的高地，位於蘇拉日低地和波拉茨克低地之間，由維捷布斯克州負責管轄，長70公里、寬45公里，面積約3,000平方公里，最高點海拔高度259米。